# Singapur na Letnich Igrzyskach Olimpijskich 1952
Singapur na Letnich Igrzyskach Olimpijskich 1952 nie zdobył żadnego medalu.

## Reprezentanci

### Lekkoatletyka
Kobiety
- Tang Pai Wah - 100 metrów - odpadł w eliminacjach
- Tang Pai Wah - 80 metrów przez płotki - odpadła w eliminacjach

### Pływanie
Mężczyźni
- Neo Chwee Kok

100 metrów st. dowolnym - odpadł w eliminacjach
400 metrów st. dowolnym - odpadł w eliminacjach

### Podnoszenie ciężarów
- Lon bin Mohamed Noor - waga kogucia - 8. miejsce
- Chay Weng Yew - waga piórkowa - 7. miejsce
- Thong Saw Pak - waga lekka - nie ukończył